# Alzette
Alzette (Francuski izgovor: alzɛt; Luksemburški: Uelzecht [ˈuəltsəɕt]; njem. Alzig [ˈaltsɪç]) je rijeka duga 73 km) u Francuskoj i Luksemburgu. Desna je pritoka Sauera (pritoka Moselle), u porječju Rajne.
Izvire u Thilu u blizini grada Villeruptu u departmanu Meurthe-et-Moselle u Francuskoj. Granicu s Luksemburgom prelazi nakon 2.7 km. U Lameschmillenu (blizu Bergema) joj se pridružuje rijeka Mess. Protječe kroz luksemburške gradove Esch-sur-Alzette, Luxembourg i Mersch, a ulijeva se u Sauer kod Ettelbrucka.
Stjenovite litice iznad Alzette u Luksemburgu nazivaju se ' Bock '. Ovo ime je dano[bolji prijevod] Casemates du Bock; saće tunela kolokvijalno nazvano 'Paula', koji prolazi ispod ruševina Luksemburške tvrđave. Stoljećima je štitio grad Luxembourg.